# Moto E (1.ª generación)
Para la competición de motociclismo véase MotoE.
El Teléfono móvil Moto E es un teléfono inteligente de gama de entrada y gama baja desarrollado y fabricado por Motorola. Es parte de la familia Moto, formada por el Moto G, el Moto X, el Moto Z y el Moto C. Fue presentado en mayo de 2014.
Al igual que sus hermanos mayores, el Moto G y Moto X, cuenta con Android como la mayoría de los smartphone actuales, además de un rápido ciclo de actualizaciones. Su precio al mercado es de 119.99 $ dólares.

## Características generales
Sus dimensiones son de 124.8 mm x 64.8 x 12.3 mm y un peso de 142 g. Posee una entrada de 3.5 mm, un puerto micro-USB sin soporte para OTG, ranura MicroSD, cámara trasera y altavoz en la parte frontal del móvil.
Su cubierta trasera puede ser reemplazada por fundas de diferentes colores (se venden por separado).
No cuenta con cámara frontal ni con Flash led, a diferencia del Moto G y Moto X.
Su pantalla es de 4.3 pulgadas con resolución de 540x960 (256 ppp).
La cámara del Moto E cuenta con un sensor de 5mpx enfoque fijo y graba video a 854x480 a 30 cuadros por segundo.
Fue lanzado con el sistema operativo Android 4.4.2 KitKat y luego actualizado a Android 4.4.4kitkat
El 16 de octubre de 2014 Motorola confirmó la actualización de Moto E a Android 5.0 Lollipop.

### Moto E (2.ª generación)
El 3 de marzo de 2015 Motorola presentó el Moto E de Segunda Generación, viene con cámara posterior de 5 megapíxeles y una cámara frontal, ofrece un procesador Qualcomm® Snapdragon 410, con CPU quad-core de 1.2GHz y gráficos avanzados, cuenta con una pantalla qHD de 4,5", Con una batería de 2390 mAh, incluyendo la conectividad 4G LTE-tanto el modelo 3G de Global-US GSM (1511-1506). Cuenta con la versión de Android Lollipop 5.1 de fábrica, actualizable a Android 6.0 Marshmallow. 
Si bien en un principio Motorola había dicho que no actualizaría el Moto E 2015 a la nueva versión de Android Marshmallow 6.0, finalmente la firma ha anunciado que este dispositivo recibirá la actualización a Android 6.0 (sin especificar una fecha en concreto).

### Moto E (3.ª generación)
En septiembre de 2016, Motorola (ya bajo el poder de Lenovo) lanzó una nueva versión de su smartphone Moto más asequible. El nuevo Moto E 3 o Moto E 2016 (XT1700) cuenta con una pantalla HD de 5 pulgadas. Está hecho a prueba de salpicaduras. Posee un procesador MediaTek MT6735 de 64 bits de cuatro núcleos a 1.0 GHz de velocidad,junto a un procesador gráfico Mali T-720, 1 GB de memoria RAM y 8 GB de almacenamiento interno, con opción de ampliarlo mediante tarjeta Micro SD. Cuenta con una cámara principal de 8 megapíxeles con flash de tipo led (el primer teléfono de la gama "E" en incorporarlo) y una cámara frontal de 5 megapíxeles. Su batería tiene una capacidad de 2800 mAh. Posee conectividad 4G LTE y corre Android 6.0.1 Marshmallow de fábrica.

### Moto E (4.ª generación)
En junio de 2017, Motorola lanzó 2 versiones de su smartphone gama baja: el Moto E4 y el Moto E4 Plus.
El Moto E4 posee una pantalla HD de 5 pulgadas, procesador Snapdragon 425/427 de cuatro núcleos, 2GB de RAM, 16GB de almacenamiento interno, cámaras de 8 y 5 megapíxeles ambas con flash led, batería de 2800 mAh, Android 7.1.1 Nougat y por primera vez en la serie Moto E, utilizará chasis metálico.
El Moto E4 Plus amplia su pantalla a 5.5 pulgadas conservando la resolución HD. Con un chasis de metal, el Moto E4 Plus conservará las mismas características del Moto E4 incluyendo un procesador MediaTek quad-core,modelos con 2GB o 3G de RAM y 16GB o 32GB de almacenamiento interno según los mercados y Android 7.1.1 Nougat. Su batería aumenta a los 5000 mAh compatibles con carga rápida, y mejora la cámara trasera a 13 megapíxeles, manteniendo la cámara frontal con sus 5 megapíxeles.

### Moto E (5.ª generación)
Para abril de 2018, en esta ocasión Motorola lanzó 3 versiones: Moto E5 Play, Moto E5 y Moto E5 Plus
El Moto E5 posee una pantalla HD+ de 5.7 pulgadas, procesador Snapdragon 425 de cuatro núcleos a 1.4GHz, 2GB de RAM, 16GB de almacenamiento interno, cámaras de 13 y 5 megapíxeles ambas con flash led, batería de 4000 mAh, Android 8.0 Oreo y como en la versión anterior cuenta con un chasis metálico.
El Moto E5 Plus amplia su pantalla a 6 pulgadas conservando la resolución HD+. Con un chasis de metal, el Moto E5 Plus conservará las mismas características del Moto E5 incluyendo un procesador Snapdragon 425 quad-core a 1.4 GHz, modelos con 2GB RAM y 16GB de almacenamiento interno y Android 8.0 Oreo. Su batería aumenta a los 5000 mAh compatibles con carga rápida, y cámara trasera a 12 megapíxeles con enfoque láser, manteniendo la cámara frontal con sus 5 megapíxeles.
Y el Moto e5 Play, que cuenta con una pantalla de 5.2 pulgadas, con o sin HD dependiendo del mercado, el mismo procesador, RAM y almacenamiento interno que sus hermanos, con una cámara frontal de 8 megapíxeles, y trasera de 5 megapíxeles, ambas con flash led, una batería de 2800 mAh, y por primera vez en la marca Moto, Android 8.0 Go.

### Comparativa de Submodelos
|                        | E6                                       | E6 Play                  | E6i                                           | E6s                         | E6 Plus                     |
| ---------------------- | ---------------------------------------- | ------------------------ | --------------------------------------------- | --------------------------- | --------------------------- |
| Model Number           | XT2005-1 XT2005-3 XT2005DL               | XT2029 XT2029-1          | XT2053-5                                      |                             |                             |
| Internal storage       | 16 GB                                    | 32 GB                    | 32 GB                                         | 32 or 64 GB                 | 32 or 64 GB                 |
| Removable card storage | microSDXC                                | microSDXC                | microSDXC                                     | microSDXC                   | microSDXC                   |
| Display                | 5.5", IPS LCD, 1440x720                  | 5.5", IPS LCD, 1440x720  | 6.1", IPS LCD, 1560x720                       | 6.1", IPS LCD, 1560x720     | 6.1", IPS LCD, 1560x720     |
| System on Chip         | Qualcomm Snapdragon 435                  | MediaTek MT6739          | Unisoc SC9863A                                | MediaTek Helio P22          | MediaTek Helio P22          |
| CPU                    | 8x 1.4 GHz Cortex-A53                    | 4x 1.5 GHz Cortex-A53    | 4x 1.6 GHz Cortex-A55 & 4x 1.2 GHz Cortex-A55 | 8x 2.0 GHz Cortex-A53       | 8x 2.0 GHz Cortex-A53       |
| GPU                    | Adreno 505                               | PowerVR GE8100           | IMG8322                                       | PowerVR GE8320              | PowerVR GE8320              |
| SIM                    | Single or Dual Nano SIM                  | Dual Nano SIM            | Hybrid Dual Nano SIM                          | Dual Nano/Micro SIM         | Single or Dual Nano SIM     |
| Operating system       | Android 9.0 "Pie"                        | Android 9.0 "Pie"        | Android 10 (Go Edition)                       | Android 9.0 "Pie"           | Android 9.0 "Pie"           |
| Memory                 | 2 GB                                     | 2 GB                     | 2 GB                                          | 2 or 4 GB                   | 2 or 4 GB                   |
| Rear camera            | 13 MP (wide)                             | 13 MP (wide)             | 13 MP (wide) + 2 MP (depth)                   | 13 MP (wide) + 2 MP (depth) | 13 MP (wide) + 2 MP (depth) |
| Front camera           | 5 MP                                     | 5 MP                     | 5 MP                                          | 5 MP                        | 8 MP                        |
| Networks               | 4G LTE, CDMA/EVDO Rev A, HSPA+, GSM/EDGE | 4G LTE, HSPA+, GSM/EDGE  | 4G LTE, HSPA+, GSM/EDGE                       | 4G LTE, HSPA+, GSM/EDGE     | 4G LTE, HSPA+, GSM/EDGE     |
| Fingerprint sensor     | Rear-mounted                             | Rear-mounted             | Rear-mounted                                  | Rear-mounted                | Rear-mounted                |
| Battery                | 3000 mAh (removable)                     | 3000 mAh (non-removable) | 3000 mAh (removable)                          | 3000 mAh (removable)        | 3000 mAh (removable)        |
| USB                    | microUSB 2.0                             | microUSB 2.0             | microUSB 2.0                                  | microUSB 2.0                | microUSB 2.0                |
| Dimensions (HxWxD)     | 5,9 x 2,80,3 plg                         | 5,8 x 2,80,3 plg         | 6,1 x 2,90,3 plg                              | 6,1 x 2,90,3 plg            | 6,1 x 2,90,3 plg            |
| Weight                 | 159 gramos (5,6 oz)                      | 140 gramos (4,9 oz)      | 160 gramos (5,6 oz)                           | 160 gramos (5,6 oz)         | 149,7 gramos (5,3 oz)       |
| Colors                 |                                          |                          |                                               |                             |                             |

### Moto E (7.ª generación)
El Motorola Moto E7 llega finalmente al mercado unos meses después de anunciada la variante Plus. El Moto E de séptima generación cuenta con una pantalla HD+ de 6.5 pulgadas y está potenciado por un procesador Mediatek Helio G25 acompañado de 2GB de memoria RAM y 32GB de almacenamiento interno expandible, ubicándose en el extremo más bajo de toda la gama de Motorola. En cuanto a cámaras, encontramos una cámara dual de 48MP + 2MP en la parte posterior del Moto E7, mientras que de las selfies se encarga una acotada cámara de 5 megapixels. Completando las características del Motorola Moto E7 encontramos una batería de 4000 mAh, radio FM, puerto USB-C, lector de huellas en su dorsal, capa repelente al agua, y corre Android 10

### Comparativa de Submodelos
|                        | E7                                            | E7 Plus                                   |
| ---------------------- | --------------------------------------------- | ----------------------------------------- |
| Model Number           |                                               | XT2081-1                                  |
| Display                | 6.5", IPS LCD, 1600x720                       | 6.5", IPS LCD, 1600x720                   |
| System on Chip         | MediaTek Helio G25                            | Qualcomm Snapdragon 460                   |
| CPU                    | 4x 2.0 GHz Cortex-A53 & 4x 1.5 GHz Cortex-A53 | 4x 1.8 GHz Kryo 240 & 4x 1.6 GHz Kryo 240 |
| GPU                    | PowerVR GE8320                                | Adreno 610                                |
| SIM                    | Hybrid Dual Nano SIM                          | Hybrid Dual Nano SIM                      |
| Operating system       | Android 10                                    | Android 10                                |
| Internal storage       | 32 GB                                         | 64 GB                                     |
| Removable card storage | microSDXC                                     | microSDXC                                 |
| Memory                 | 2 GB                                          | 4 GB                                      |
| Rear camera            | 48 MP (wide) + 2 MP (depth)                   | 48 MP (wide) + 2 MP (depth)               |
| Front camera           | 5 MP                                          | 8 MP                                      |
| Networks               | 4G LTE, HSPA+, GSM/EDGE                       | 4G LTE, HSPA+, GSM/EDGE                   |
| Fingerprint sensor     | Rear-mounted                                  | Rear-mounted                              |
| Battery                | 4000 mAh (non-removable)                      | 5000 mAh (non-removable)                  |
| Charging               | 10 W                                          | 10 W                                      |
| USB                    | USB-C 2.0                                     | microUSB 2.0                              |
| Dimensions (HxWxD)     | 6,5 x 30,4 plg                                | 6,5 x 30,4 plg                            |
| Weight                 | 180 gramos (6,3 oz)                           | 200 gramos (7,1 oz)                       |
| Colors                 | Mineral Gray, Aqua Blue, Satin Coral          | Navy Blue, Amber Bronze                   |